# Naselje Stjepana Radića
Naselje Stjepana Radića is een plaats in de gemeente Vrbovec in de Kroatische provincie Zagreb. De plaats telt 168 inwoners (2001).